# Оленівська сільська рада (Балтський район)
Оле́нівська сільська́ ра́да — колишня адміністративно-територіальна одиниця та орган місцевого самоврядування в Балтському районі Одеської області. Адміністративний центр — село Оленівка.

## Загальні відомості
- Територія ради: 58,53 км²
- Населення ради: 971 особа (станом на 2001 рік)
- Територією ради протікає річка Кодима

## Населені пункти
Сільській раді підпорядковані населені пункти:
- с. Оленівка
- с. Мошняги
- с. Семено-Карпівка

## Населення
Згідно з переписом 1989 року населення сільської ради становило 1270 осіб, з яких 499 чоловіків та 771 жінка.
За переписом населення 2001 року в сільській раді мешкала 961 особа.

### Мова
Розподіл населення за рідною мовою за даними перепису 2001 року:
| Мова       | Відсоток |
| ---------- | -------- |
| українська | 92,89 %  |
| російська  | 5,87 %   |
| молдовська | 0,82 %   |
| білоруська | 0,1 %    |
| болгарська | 0,1 %    |

## Склад ради
Рада складається з 14 депутатів та голови.
- Голова ради: Жеронкін Іван Анатолійович
- Секретар ради: Іванова Катерина Іванівна

### Керівний склад попередніх скликань
| Прізвище, ім'я, по батькові   | Основні відомості                                                                       | Дата обрання | Дата звільнення |
| ----------------------------- | --------------------------------------------------------------------------------------- | ------------ | --------------- |
| Каніковський Микола Семенович | Сільський голова, 1950 року народження, безпартійний                                    | 26.03.2006   | 31.10.2010      |
| Цибух Микола Архипович        | Сільський голова, 1950 року народження, освіта вища, безпартійний                       | 31.10.2010   | 27.07.2012      |
| Жеронкін Іван Анатолійович    | Сільський голова, 1973 року народження, освіта середня спеціальна, член Партії регіонів | 16.12.2012   |                 |

Примітка: таблиця складена за даними сайту Верховної Ради України

### Депутати
За результатами місцевих виборів 2010 року депутатами ради стали:

#### За суб'єктами висування
| Суб'єкт висування                                       | Кількість обраних депутатів | %    |
| ------------------------------------------------------- | --------------------------- | ---- |
| Партія регіонів                                         | 6                           | 42,9 |
| Політична партія Всеукраїнське об'єднання «Батьківщина» | 3                           | 21,4 |
| Самовисування                                           | 3                           | 21,4 |
| Народна партія                                          | 2                           | 14,3 |

#### За округами
| № округу                                                | Прізвище, ім'я, по батькові     | Дата визнання обраним | Освіта  | Партійна приналежність                        | Відомості про обраного депутата                |
| ------------------------------------------------------- | ------------------------------- | --------------------- | ------- | --------------------------------------------- | ---------------------------------------------- |
| Народна Партія                                          |                                 |                       |         |                                               |                                                |
| 5                                                       | Зубко Григорій Петрович         | 02.11.2010            | середня | член Партії регіонів                          | Оленівський дошкільний заклад, охоронець       |
| 6                                                       | Клімоченко Олександр Вікторович | 02.11.2010            | середня | член Партії регіонів                          | агрофірма «Хлібна Нива», охоронець             |
| Партія регіонів                                         |                                 |                       |         |                                               |                                                |
| 3                                                       | Лєснова Надія Павлівна          | 02.11.2010            | середня | член Всеукраїнського об'єднання «Батьківщина» | пенсіонер                                      |
| 4                                                       | Шаповал Олександр Анатолійович  | 02.11.2010            | вища    | член Партії регіонів                          | тимчасово не працює                            |
| 7                                                       | Самсонюк Ольга Вікторівна       | 02.11.2010            | середня | член Партії регіонів                          | фермерське господарство «Промінець», бухгалтер |
| 9                                                       | Жеронкін Іван Анатолійович      | 02.11.2010            | середня | член Партії регіонів                          | тимчасово не працює                            |
| 10                                                      | Слободянюк Ліля Володимирівна   | 02.11.2010            | середня | член Партії регіонів                          | Оленівський дошкільний заклад, завідувачка     |
| 12                                                      | Самсонюк Сергій Анатолійович    | 02.11.2010            | вища    | член Партії регіонів                          | тимчасово не працює                            |
| Політична партія Всеукраїнське об'єднання «Батьківщина» |                                 |                       |         |                                               |                                                |
| 2                                                       | Рашкован Галина Миколаївна      | 02.11.2010            | середня | член Всеукраїнського об'єднання «Батьківщина» | пенсіонер                                      |
| 8                                                       | Іванова Катерина Іванівна       | 02.11.2010            | середня | член Партії регіонів                          | Оленівська сільська рада, секретар             |
| 11                                                      | Швець Катерина Михайлівна       | 02.11.2010            | вища    | член Всеукраїнського об'єднання «Батьківщина» | Оленівський магазин, продавець                 |
| Самовисування                                           |                                 |                       |         |                                               |                                                |
| 1                                                       | Слободянюк Віктор Семенович     | 02.11.2010            | середня | член Партії регіонів                          | тимчасово не працює                            |
| 13                                                      | Куліченко Ольга Іванівна        | 02.11.2010            | вища    | позапартійна                                  | Оленівська сільська рада, замлеупорядник       |
| 14                                                      | Сердюк Семен Васильович         | 02.11.2010            | середня | позапартійний                                 | тимчасово не працює                            |